# Commodore C65

Commodore C65 (C65) је био кућни рачунар фирме Комодор (Commodore) који је почео да се производи у САД од 1990. године.
Користио је CSG4510 као микропроцесор. RAM меморија рачунара је имала капацитет од 128 KB (DRAM), прошириво споља 512K картицама до 4MB. 

## Детаљни подаци
Детаљнији подаци о рачунару C65 су дати у табели испод.
|                       | |
| [ 1 ]                 | |
| Произвођач            | Комодор |
| Тип                   | кућни рачунар |
| Меморија              | 128 (DRAM), прошириво споља 512K картицама до 4MB                                                                         |
| Поријекло             | Сједињене Америчке Државе                                                                                                 |
| Година                | 1990 |
| Тастатура             | 77 тастера, укључујући C64 тастатуру + 8 функцијских тастера, TAB, Escape , ALT, CAPS Lock, без scroll тастера, help      |
| Процесор              | |
| Фреквенција процесора | 1,02 или 3,5 зависно од модела                                                                                            |
| RAM                   | 128 (DRAM), прошириво споља 512K картицама до 4MB                                                                         |
| ROM                   | 128 (укључујући C64 језгро (Kernel) и BASIC 2.2, C65 Kernel, едитор текста, BASIC 10.0, ML Monitor (као C128), DOS v10)   |
| Текст                 | 40 x 25 (C64 мод), 80 x 25 (са blink, bold и underline атрибутима)                                                        |
| Графика               | Сви C64 модови (320 x 200 битмап мод) + 320 / 640 / 1280 x 200 / 400 са 2, 4 или 8 равни, са преплитањем и без преплитања |
| Боја                  | програмибилна 256-бојна RAM палета, са 16 нивоа интензитета по примарној боји (дајући 4096 боја)                          |
| Звук                  | двоструки 8580r5 SID звучни чипови. 6 гласова, 3 по каналу                                                                |
| Димензије             | 13,6 (висина) x 9,6 (ширина) x 10,9 (дубина) / 16,5 фунти                                                                 |
| Портови               | |
| Оперативни систем     | [[]] |